# Waidhofen an der Thaya (distrito)
Waidhofen an der Thaya é um distrito da Áustria no estado da Baixa Áustria.

## Municípios
|  |

Waidhofen an der Thaya é dividido em 15 municípios. Lista de municípios e respectivos bairros, vilas e outras subdivisões:
- Dietmanns
  - Alt-Dietmanns, Neu-Dietmanns
- Dobersberg
  - Brunn, Dobersberg, Goschenreith am Taxenbache, Großharmanns, Hohenau, Kleinharmanns, Lexnitz, Merkengersch, Reibers, Reinolz, Riegers, Schuppertholz
- Gastern
  - Frühwärts, Garolden, Gastern, Immenschlag, Kleinmotten, Kleinzwettl, Ruders, Weißenbach, Wiesmaden
- Groß-Siegharts
  - Ellends, Fistritz, Groß-Siegharts, Loibes, Sieghartsles, Waldreichs, Weinern, Wienings
- Karlstein an der Thaya
  - Eggersdorf, Göpfritzschlag, Goschenreith, Griesbach, Hohenwarth, Karlstein an der Thaya, Münchreith an der Thaya, Obergrünbach, Schlader, Thuma, Thures, Wertenau
- Kautzen
  - Engelbrechts, Groß-Taxen, Kautzen, Kleingerharts, Klein-Taxen, Pleßberg, Reinberg-Dobersberg, Tiefenbach, Triglas
- Ludweis-Aigen
  - Aigen, Blumau an der Wild, Diemschlag, Drösiedl, Drösiedl, Kollmitzgraben, Liebenberg, Ludweis, Oedt an der Wild, Pfaffenschlag, Radessen, Radl, Sauggern, Seebs, Tröbings
- Pfaffenschlag bei Waidhofen an der Thaya
  - Arnolz, Artolz, Eisenreichs, Großeberharts, Johannessiedlung, Kleingöpfritz, Pfaffenschlag bei Waidhofen a.d.Thaya, Rohrbach, Schwarzenberg
- Raabs an der Thaya
  - Alberndorf, Eibenstein, Großau, Koggendorf, Kollmitzdörfl, Liebnitz, Lindau, Luden, Modsiedl, Mostbach, Neuriegers, Niklasberg, Nonndorf, Oberndorf bei Raabs, Oberndorf bei Weikertschlag, Oberpfaffendorf, Pommersdorf, Primmersdorf, Raabs an der Thaya, Rabesreith, Reith, Rossa, Schaditz, Speisendorf, Süßenbach, Trabersdorf, Unterpertholz, Unterpfaffendorf, Weikertschlag an der Thaya, Wetzles, Wilhelmshof, Zabernreith, Zemmendorf, Ziernreith
- Thaya
  - Eggmanns, Großgerharts, Jarolden, Niederedlitz, Oberedlitz, Peigarten, Ranzles, Schirnes, Thaya
- Vitis
  - Eschenau, Eulenbach, Grafenschlag, Großrupprechts, Heinreichs, Jaudling, Jetzles, Kaltenbach, Kleingloms, Kleinschönau, Schacherdorf, Schoberdorf, Sparbach, Stoies, Vitis, Warnungs
- Waidhofen an der Thaya
  - Altwaidhofen, Dimling, Götzles, Hollenbach, Jasnitz, Kleineberharts, Matzles, Puch, Pyhra, Schlagles, Ulrichschlag, Vestenötting, Waidhofen an der Thaya
- Waidhofen an der Thaya-Land
  - Brunn, Buchbach, Edelprinz, Götzweis, Griesbach, Kainraths, Nonndorf, Sarning, Vestenpoppen, Wiederfeld, Wohlfahrts
- Waldkirchen an der Thaya
  - Fratres, Gilgenberg, Rappolz, Rudolz, Schönfeld, Waldhers, Waldkirchen an der Thaya
- Windigsteig
  - Edengans, Grünau, Kleinreichenbach, Kottschallings, Lichtenberg, Markl, Matzlesschlag, Meires, Rafings, Rafingsberg, Waldberg, Willings, Windigsteig